# Liste der Monuments historiques in Barst
Die Liste der Monuments historiques in Barst führt die Monuments historiques in der französischen Gemeinde Barst auf.

## Liste der Bauwerke
| Bezeichnung | Beschreibung | Standort                   | Kennzeichnung | Schutzstatus | Datum | Bild |
| ----------- | ------------ | -------------------------- | ------------- | ------------ | ----- | ---- |
| Beinhaus    | 1824 erbaut  | 19 rue de la Mairie (Lage) | PA00106729    | Inscrit      | 1987  |      |